# Les Frères des frères
Pour plus de détails, voir Fiche technique et Distribution.
Les Frères des frères est un film français réalisé par Richard Copans et sorti en 1992.

## Fiche technique
Source : pointculture.be
- Titre : Les Frères des frères
- Réalisateur : Richard Copans
- Photographie : Katell Djian et Mathieu Czernichow
- Montage : Stan Neumann
- Son : Olivier Schwob et Julien Cloquet
- Production : Les Films d'ici
- Pays de production :  France
- Genre : documentaire
- Durée : 98 minutes
- Date de sortie : France - 14 mars 1992 (diffusion sur la chaîne FR3)[1]